# ネヴァーランド・アーツ
株式会社ネヴァーランド・アーツ（英文名:NEVERLAND ARTS Co.,Ltd.）は、かつて存在した日本の芸能事務所。

## 概要
- 演劇集団キャラメルボックスを運営している株式会社ネビュラプロジェクトが行っていたマネージメント業を独立する形で、2012年4月2日に設立された[2]。代表取締役および会社所在地は、ネビュラプロジェクトと同じ。
- 同社のマネージャーが独立して立ち上げられた[3]合同会社ダーナ・ワークスへ、2018年11月1日付で声優部門のマネージメント業務を移管することを発表した[4]。俳優部門のマネージメント業務は引き続き行っていた。
- 2019年6月1日に公式サイト上で所属俳優が全てナッポスユナイテッドに移籍したことを発表している[5]。同年6月19日に、ネビュラプロジェクトとキャラメルボックスエンタテインメントの2社ともに東京地方裁判所から破産手続開始決定を受けた[1][6]。同年9月24日に破産費用不足のため、東京地方裁判所から破産手続廃止決定を受け[7]、同年10月29日に法人格が消滅した[8]。

## 2019年6月時点の最終所属タレント
出典

### 俳優
- 川原和久
- 西川浩幸
- 多田直人
- 大森美紀子
- 坂口理恵
- 岡内美喜子
- 温井摩耶
- 森めぐみ
- 渡邊安理
- 原田樹里
- 小林春世

## かつて所属していたタレント

### 俳優
- 実川貴美子

### 声優
- 桜咲千依
- 緒方恵美 - 業務提携
- あさみほとり
- 新井笙子
- 岡本麻弥
- 徳本英一郎
- 早瀬弥生 - 業務提携
- 八神よつば

### ナレーター
- バロン山崎 - 業務提携